# Musée de Clarence-Rockland
Le musée de Clarence-Rockland est un centre d'information situé à Rockland, en Ontario, qui se concentre sur la culture et le patrimoine du comté Prescott-Russell. Il comprend 6 expositions permanentes, 35,000 livres, 8000 disques et 3500 cartables. Le musée est aussi une bibliothèque puisque le public peut emprunter des archives et artéfacts.

## Collections et artéfacts
La galerie d'art du musée contient plus de 100 peintures originales, ainsi que plus de 5000 photos datant d’avant les années 1960. Le musée possède des collections qui démontrent l’évolution de certains appareils à travers le temps, par exemple les téléphones, radios, caméras, outils de cuisines, etc. Il y a aussi quelques collections axées sur les minéraux, les fossiles et la zoologie. Des journaux, documents, photos, outils, vêtements, artefacts et/ou médailles militaires sont confiés au musée chaque semaine.

## Possessions uniques
Le musée contient un œuf de saurischien, ainsi qu’une carte du Haut-Canada sans autre exemplaire.